# Deutschordensballei Apulien

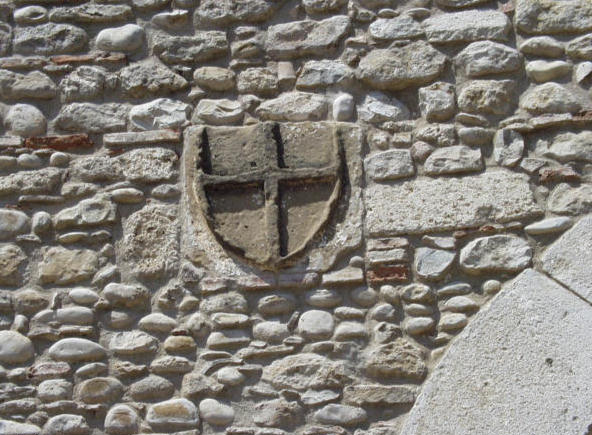
Wappen des Deutschen Ordens am Torre Alemanna in Corneto

Die Deutschordensballei Apulien war die regionale Organisation des Deutschen Ordens in Süditalien.

## Struktur
Die Ballei unterstand ursprünglich dem Hochmeister. Erst zu Beginn des 14. Jahrhunderts wurde sie dem Deutschmeister unterstellt.
Es waren wohl kaum Eintritte aus Italien zu verzeichnen. Die Konvente wurden vornehmlich mit Ritter- und Priesterbrüdern aus süddeutschen und Schweizer Balleien besetzt. Der Leiter der Ballei, der Landkomtur von Apulien, hatte auch Stimmrecht bei der Wahl des Hochmeisters.
Sitz des Landkomturs war anfangs Brindisi und ab 1233 Barletta. Um 1350 wurde der Sitz erneut verlegt, diesmal nach San Leonardo di Siponto, wo er bis zum Ende der Ballei 1483 blieb.

## Geschichte

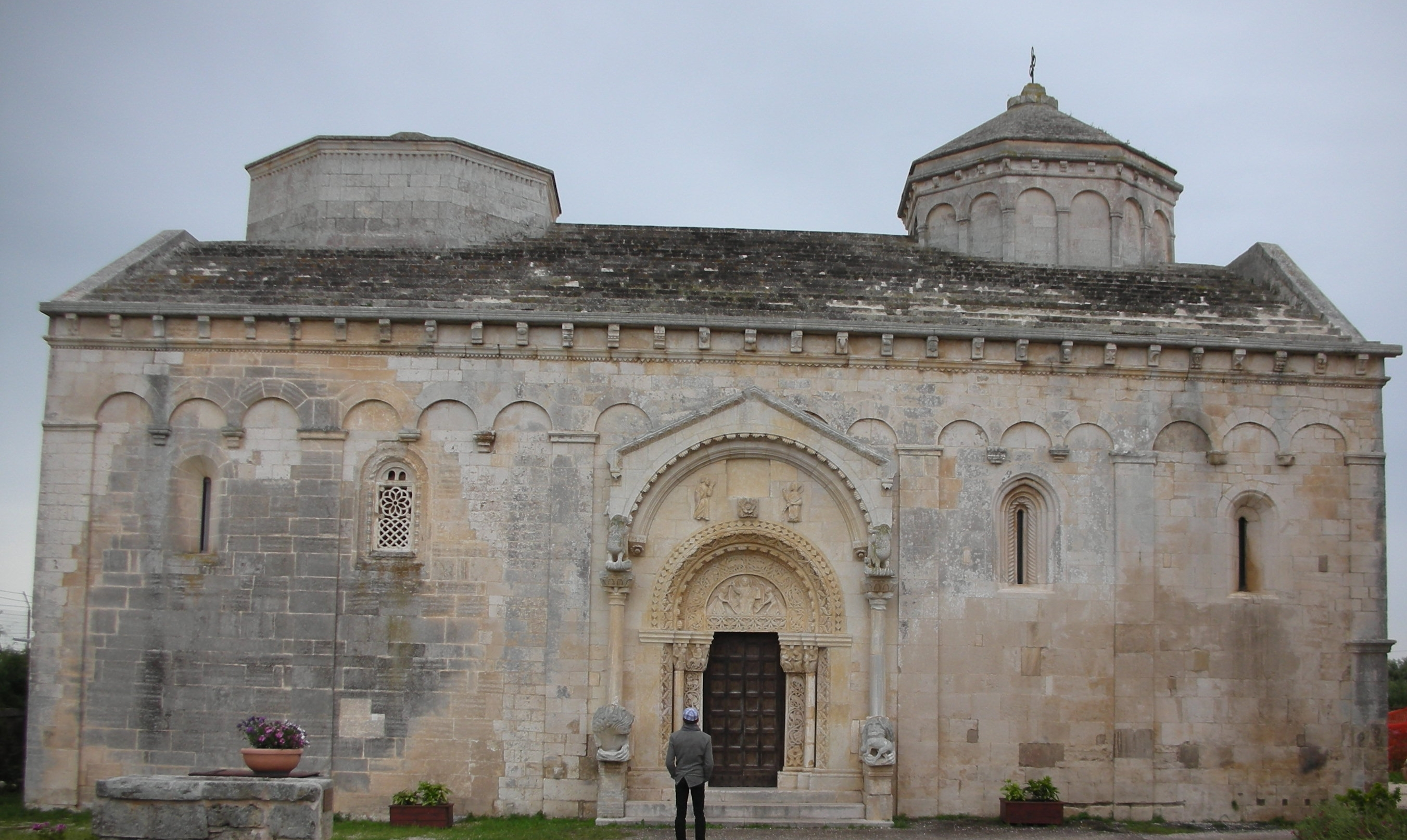
Kloster San Leonardo di Siponto, Südseite. Es war der wichtigste Besitz des Ordens in Apulien

Die Ballei Apulien entstand um 1225 und wurde maßgeblich von Kaiser Friedrich II. durch zahlreiche Schenkungen gefördert.
Bereits im Frühjahr 1197 wurde die erste Kommende in Barletta gegründet. Die Ursprünge der Ballei lagen dabei in der Krankenpflege, wie die Spitalgründungen in Barletta (im Jahre 1197), Bari (1209) und Foggia (1220) belegen. Für die Verbindungen ins Heilige Land war vor allem die Kommende Trani bedeutsam.
1239 wurde Hermann von Salza, der bedeutendste Hochmeister des Ordens, in Barletta bestattet.
Ihre Blütezeit hatte die Ballei Apulien zur Zeit der Kreuzzüge, in der sie logistisch und geostrategisch von großer Bedeutung für den Orden war. Mit dem endgültigen Verlust des Heiligen Landes ab Anfang des 14. Jahrhunderts sank die Bedeutung Apuliens für den Deutschen Orden; auch verlagerte sich der Schwerpunkt des Ordens nach Preußen und Livland.
Für den Orden wurde es immer schwieriger, seinen Besitzstand in Apulien zu bewahren. Neben den Versuchen örtlicher Adeliger sich der Besitzungen zu bemächtigen, sank auch die Zahl der Ordenspriester und -ritter in der Ballei, und zwar von 17 im Jahre 1410/11 auf 7 im Jahre 1451; wobei Corneto, Foggia und Nardò schon ohne Ordenspriester waren.
1466 wurde die Ballei auf Vorschlag des Hochmeisters Ludwig von Erlichshausen dem Generalprokurator, also dem „Botschafter“ des Ordens am Heiligen Stuhl, zu seiner Versorgung übergeben. 1474 wurde so Stephan Grube Landkomtur der Ballei. Papst Sixtus IV. ernannte 1479 Grube zum Erzbischof von Riga, um sich den Einfluss auf die Ballei zu sichern. Nach seinem Tode am 20. Dezember 1483  setzte Papst Sixtus IV. einen Kardinal als Nachfolger ein. Zwar protestierte der Deutsche Orden gegen diese Maßnahmen, konnte sie aber nicht verhindern, so dass die Ballei ab 1483 aufhörte zu existieren.

## Kommenden
| Kommende                | von           | bis      | Anmerkung | Bild |
| ----------------------- | ------------- | -------- | --- | ---- |
| San Leonardo            | 1240          | um 1483  | Das Augustinerchorherrenstift S. Leonardo wurde dem Orden 1260 übertragen. Die Kommende wurde ab 1350 Sitz des Landkomturs. |      |
| Bari                    | 1209          | um 1483  | 1209 besaß der Deutsche Orden ein Spital in Bari. |      |
| Barletta                | Frühjahr 1197 | um 1483  | 1197 wurde das Hospital des heiligen Thomas zu Barletta gegründet. Das Grab des Hochmeisters Hermann von Salza befand sich in der Kapelle der Kommende. Von 1233 bis 1350 Sitz des Landkomturs.                                                              |      |
| Bellovedere             |               | um 1483  | |      |
| Brindisi                | 1208          | um 1483  | Die Kirche S. Maria Alamagnorum gehörte zur Ballei. Bis 1233 Sitz des Landkomturs. |      |
| Corneto (bei Cerignola) | 1226          | 1483     | Die Kommende und das Marienhospital in Corneto wurden im Jahre 1226 zum ersten Mal erwähnt. 1341 wurde der letzte Komtur erwähnt, aber 1440 gab es immer noch drei Mitglieder. Berühmt ist der "Torre Alemanna".1482/83 an den Bischof von Siponto verkauft. |      |
| Eboli                   | 1212          | um 1483  | Bereits 1206 beschenkte Kaiser Friedrich II. den Deutschen Orden in Eboli. |      |
| Foggia                  | 1230          | ca. 1440 | Seit 1220 ein Hospital des Deutschen Ordens. Um Schenkungen des Grafen von Constia, Racius de Balbano, erweitert. |      |
| Ginosa                  | Mai 1270      |          | 1270 wurde dem Deutschen Orden das Benediktinerstift Genusia und die Kirche in Ostuni übergeben. |      |
| Nardò                   | 13. Jh.       | ca. 1440 | |      |
| Trani                   | 1237          |          | Ab 1237 Sitz eines Priors, ab 1240 Erwähnung eines Komturs. |      |
| Ugentu                  |               | ca. 1483 | |      |